# Généralité de Grenoble
1542–1790
(483 ans)
Entités précédentes :
- Création

Entités suivantes :
- Isère
- Drôme
- Hautes-Alpes

La généralité de Grenoble est une circonscription administrative du Dauphiné créée en 1542. Cette ville est siège d'une des dix-sept recettes générales créées par Henri II et confiées à des trésoriers généraux (Édit donné à Blois en janvier 1551).
Elle se composait de six élections et d'une principauté ; dix-sept subdélégations (intendance).

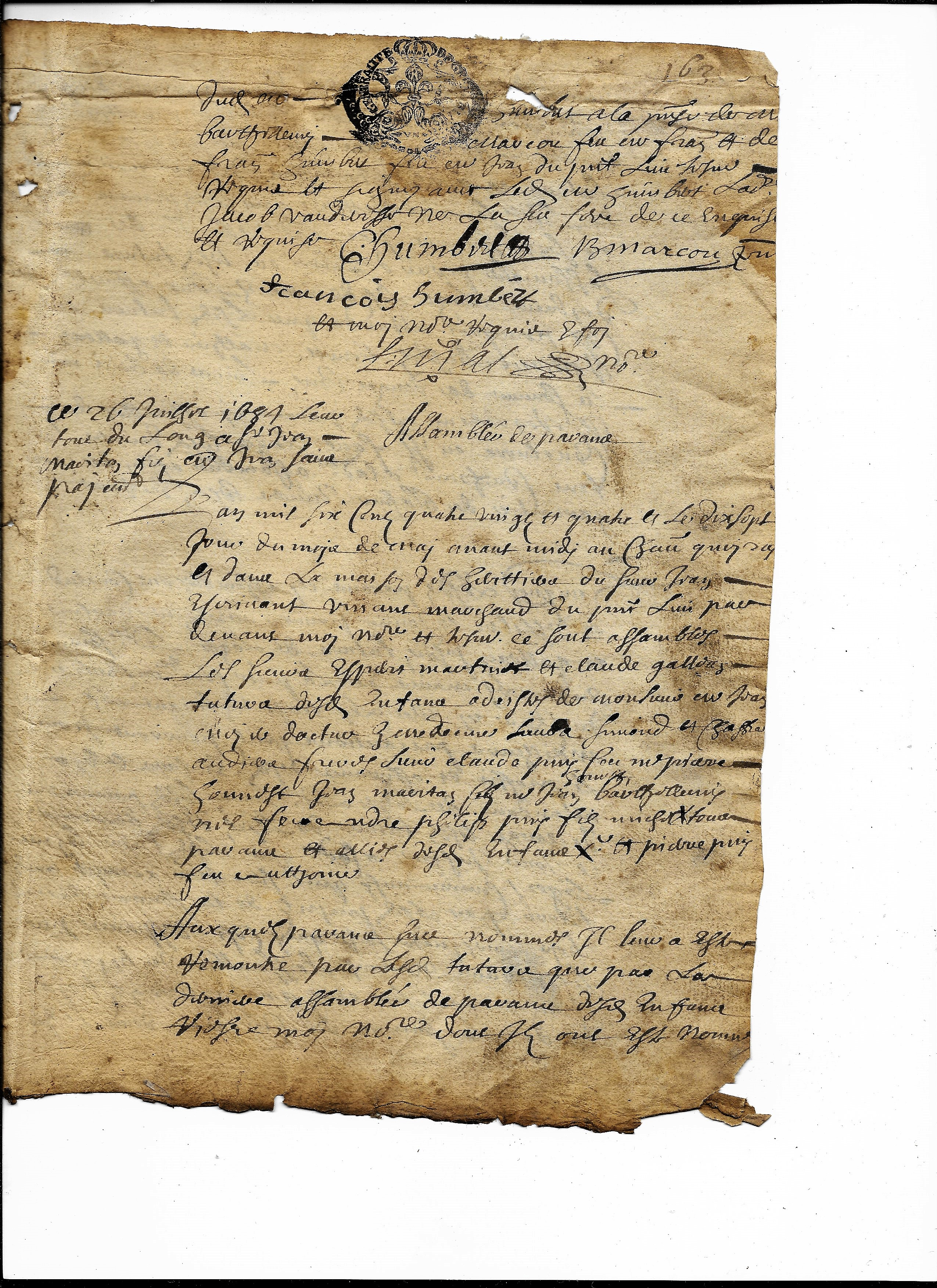

- Fichier:Document_Generalité_de_Grenoble_1684.jpg

## La généralité d'après le Règlement général du 19 février 1789 (États généraux)
- Viguerie d'Orange et justice royale de Courthezon, à Orange, 4 députés (La principauté d'Orange).

Pour le Dauphiné, la Lettre du roi du 7 avril 1789 fixe à vingt-quatre le nombre de députés à élire par les États assemblés à Romans.

## Liste des circonscriptions administratives
La généralité étant une des circonscriptions administratives majeures, la connaissance historique du territoire concerné passe par l'inventaire des circonscriptions inférieures de toute nature. Cet inventaire est la base d'une exploration des archives réparties entre les différentes Archives départementales des départements compris dans la généralité.
- Élection de Gap
  - Subdélégation de Briançon
  - Subdélégation d'Embrun
  - Subdélégation de Gap
  - Subdélégation de Queyras
- Élection de Grenoble
  - Subdélégation de Grenoble
  - Subdélégation de La Mure
- Élection de Montélimar
  - Subdélégation du Buis
  - Subdélégation de Crest
  - Subdélégation de Montélimar
  - Subdélégation d'Orange
  - Subdélégation de Saint-Paul-Trois-Châteaux
- Élection de Romans
  - Subdélégation de Romans
  - Subdélégation de Saint-Marcellin
- Élection de Valence
  - Subdélégation de Valence
- Élection de Vienne
  - Subdélégation de Bourgoin
  - Subdélégation de Pont-de-Beauvoisin
  - Subdélégation de Vienne